# Сенгупта, Джатиндра Мохан
Джатиндра Мохан Сенгупта (бенг. যতীন্দ্রমোহন সেনগুপ্ত; 22 февраля 1885, Читтагонг, Бенгальское президентство, Британская Индия — 23 июля 1933, Ранчи, Бихар и Орисса, Британская Индия) — индийский политик, юрист и революционер, борец за независимость Британской Индии. С 17 июля 1925 года по 2 апреля 1928 года и с 10 апреля 1929 года по 22 августа 1930 года занимал должность мэра Калькутты.

## Биография
Родился 22 февраля 1885 года в Читтагонге в семье политика, адвоката и юриста Джатры Мохана Сенгупты.
Джатиндра Мохан Сенгупта был студентом Президентского колледжа в Калькутте. В 1904 году после окончания учёбы в Президентском колледже он отправился в Англию, чтобы получить степень бакалавра права в Даунинг-колледже в Кембридже.
Находясь в Англии, Сенгупта познакомился со своей будущей супругой Эдит Эллен Грей, которая стала Нелли Сенгуптой после выхода замуж.
После получения степени юриста Сенгупта был вызван в коллегию адвокатов, а затем вернулся обратно в Индию вместе со своей супругой, где он начал юридическую практику адвоката.
В 1925 году после смерти Читтаранджана Даса Джатиндра Мохан Сенгупта был избран президентом партии свараджа.
В марте 1930 года Сенгупта был арестован на публичном собрании в Рангуне по обвинению в провокации людей против правительства и противодействию разделения Британской Индии и Бирмы.
В 1931 году Джатиндра Мохан Сенгупта снова отправился в Англию, чтобы принять участие в «конференции за круглым столом», поддерживая позицию Индийского национального конгресса.
В январе 1932 года Сенгупта был арестован и содержался под стражей в Пуне, а затем в Дарджилинге. Позже его перевели в тюрьму в Ранчи, где его здоровье начало ухудшаться, из-за чего он там скончался 23 июля 1933 года.